# Нарышкинская аллея
Нары́шкинская алле́я — аллея, расположенная в Северном административном округе города Москвы на территории района Аэропорт.

## История
Аллея получила своё название в XIX веке по фамилии одной из первых домовладелиц в Петровском парке.

## Расположение
Нарышкинская аллея проходит по территории Петровского парка от площади Космонавта Комарова, на которой организован круговой перекрёсток с Дворцовой, Правой Дворцовой, Левой Дворцовой, Летней и Липовой аллеями, на север до кругового перекрёстка с улицей Серёгина, Планетной улицей, Старым Петровско-Разумовским проездом и Петровско-Разумовской аллеей. Нумерация домов начинается от площади Космонавта Комарова.

## Примечательные здания и сооружения
По нечётной стороне:
- д. 5 — вилла Н. П. Рябушинского «Чёрный лебедь» (архитекторы В. М. Маят и В. Д. Адамович, 1908 год; восстановлена после пожара в 1913 году архитектором А. Г. Измировым)

## Транспорт

### Наземный транспорт
По Нарышкинской аллее не проходят маршруты наземного общественного транспорта. У южного конца аллеи, на Дворцовой аллее, расположена остановка «Красноармейская улица» автобуса 110, у северного конца аллеи, на Петровско-Разумовской аллее, — остановка «Планетная улица» автобусов № 84, 105, 105к, 384, 595.

### Метро
- Станция метро «Динамо» Замоскворецкой линии — юго-восточнее аллеи, на Ленинградском проспекте, станция «Петровский парк» Большой кольцевой линии — юго-восточнее аллеи, на Театральной аллее.